# Jeena Sirf Merre Liye
Jeena Sirf Merre Liye è un film indiano del 2002 diretto da Talat Jani.